# Stilpnus nigricornis
Stilpnus nigricornis är en stekelart som beskrevs av Jussila 1988. Stilpnus nigricornis ingår i släktet Stilpnus och familjen brokparasitsteklar. Inga underarter finns listade i Catalogue of Life.